# Werkstation

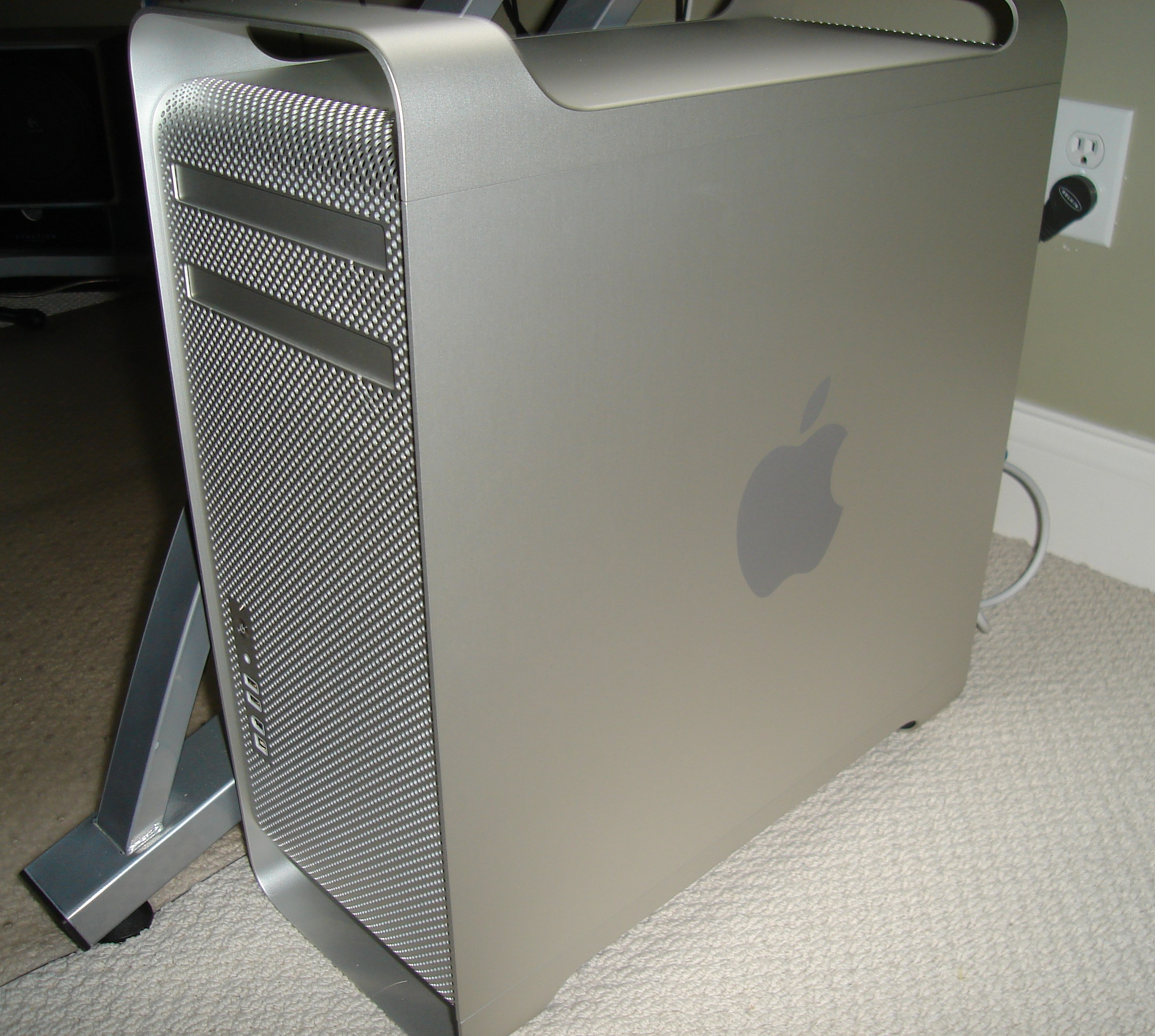
De Mac Pro

Een werkstation (ook wel Engels workstation) is een krachtige computer voor professioneel gebruik, die over gespecialiseerde hardware of software beschikt. 
De term werkstation werd in de jaren 80 populair voor professionele computers voor één gebruiker, die qua rekenkracht en prijs tussen de personal computer en minicomputer of mainframe in stonden. Bekende leveranciers van deze eerste generatie werkstations zijn Apollo, DEC, HP, SGI en Sun. De meest gebruikte besturingssystemen voor dergelijke machines waren VMS en Unix, later ook Windows NT. Tegenwoordig zijn Linux, Mac OS X en Microsoft Windows veelgebruikte besturingssystemen voor werkstations. Qua toepassingen moet gedacht worden aan programmeren en CAD/CAM-ontwerpen.
In moderne werkstations worden technieken gebruikt als SCSI-schijven, processoren die ook in servers gevonden worden, gespecialiseerde videokaarten en grote monitoren om efficiënt te kunnen werken.
Met de steeds krachtigere computers voor thuisgebruik is het verschil tussen de "gewone" PC en het werkstation deels in elkaar overgelopen. Het verschil zit vandaag de dag niet meer in het geheugen maar meer in de alternatieve hardware, zoals het verschil tussen SCSI en SATA.